# キエフスカヤ駅 (アルバーツコ＝ポクローフスカヤ線)
座標: 北緯55度44分41秒 東経37度33分52秒 / 北緯55.7446度 東経37.5644度
キエフスカヤ駅（キエフスカヤえき、ロシア語: Киевская）は、モスクワ地下鉄3号線の駅。鉄道のキエフスキー駅（キエフ行き列車の発着駅）と接続している。
アルバーツコ＝ポクローフスカヤ線のキエフスカヤ駅はフィリョーフスカヤ線および環状線ともつながっている。

## 歴史
1953年4月5日に開業した。

## 乗り換え
- キエフスカヤ駅（モスクワ地下鉄4号線）
- キエフスカヤ駅（モスクワ地下鉄5号線）
- キエフスキー駅（国鉄線）